# 1978 na ciência

## Eventos
- 22 de junho - James Walter Christy descobre Caronte, satélite de Plutão.
- Surge a primeira drive de disquetes barata, concebida por Steve Wozniak.

## Nascimentos
| Data        | Nome         | Profissão                         | Nacionalidade | Observações | Ref |
| ----------- | ------------ | --------------------------------- | ------------- | ----------- | --- |
| 25 de julho | Louise Brown | primeiro bebê de proveta do mundo | Reino Unido   |             |     |

## Mortes
| Data           | Nome                    | Profissão                             | Nacionalidade                  | Observações                                                                       | Ref               |
| -------------- | ----------------------- | ------------------------------------- | ------------------------------ | --------------------------------------------------------------------------------- | ----------------- |
| 14 de janeiro  | Kurt Gödel              | matemático                            | Áustria / Estados Unidos       | n. 1906                                                                           |                   |
| 5 de junho     | Wilhelm Westphal        | físico                                | Alemanha                       | n. 1882                                                                           |                   |
| 7 de junho     | Ronald Norrish          | químico                               | Reino Unido                    | n. 1897 Nobel da Química 1967                                                     | [ 1 ]             |
| 17 de agosto   | José Agostinho          | militar, meteorologista e naturalista | Portugal                       | n. 1888                                                                           |                   |
| 24 de agosto   | António Almeida Costa   | matemático                            | Portugal                       | n. 1903                                                                           |                   |
| 30 de agosto   | Henryk Zygalski         | matemático e criptógrafo              | Polónia                        | n. 1906                                                                           |                   |
| 26 de setembro | Karl Siegbahn           | físico                                | Suécia                         | n. 1886 Nobel da Física 1924 Medalha Hughes 1934 Medalha Rumford 1940             | [ 2 ] [ 3 ] [ 4 ] |
| 17 de outubro  | Gertrude Mary Cox       | estatístico                           | Estados Unidos                 | n. 1900                                                                           |                   |
| 21 de novembro | Francesco Tricomi       | matemático                            | Itália                         | n. 1897                                                                           |                   |
| 24 de novembro | Warren Weaver           | matemático                            | Estados Unidos                 | n. 1894                                                                           |                   |
| 4 de dezembro  | Samuel Abraham Goudsmit | físico                                | Países Baixos / Estados Unidos | n. 1902 Medalha Max Planck 1964                                                   | [ 5 ]             |
| 11 de dezembro | Vincent du Vigneaud     | químico                               | Estados Unidos                 | n. 1901 Nobel da Química 1955 Prémio Albert Lasker de Pesquisa Médica Básica 1948 | [ 1 ] [ 6 ]       |
| ??             | Charles Herbert Best    | fisiologista                          | Canadá                         | n. 1899                                                                           |                   |

## Prémios

### Medalha Arthur L. Day
- Samuel Epstein[7]

### Medalha Bruce
- Hendrik C. van de Hulst[8]

### Medalha Copley
- Robert Burns Woodward[9]

### Medalha Davy
- Albert Eschenmoser[10]

### Medalha Fields
- Pierre Deligne[11]
- Charles Fefferman[11]
- Gregori Margulis[11]
- Daniel Quillen[11]

### Medalha Guy
- ouro - Roy Allen[12]
- prata - Peter Armitage[13]
- bronze - Philip Dawid[14]

### Medalha Hughes
- William Cochran[3]

### Medalha Lorentz
- Nicolaas Bloembergen[15]

### Medalha de Ouro Lomonossov
- Alexander Todd[16] e Anatoly Alexandrov[16]

### Medalha de Ouro da Royal Astronomical Society
- Lyman Spitzer[17] e James Van Allen[17]

### Medalha Penrose
- Robert M. Garrels[18]

### Medalha Real
- Engenharia - Tom Kilburn[19]
- Biologia - Roderic Alfred Gregory[19]
- Física - Abdus Salam[19]

### Medalha Rumford
- George Porter[4]

### Prémio Nobel
- Física - Pyotr Kapitsa[2], Arno Penzias[2], Robert Woodrow Wilson[2].
- Química - Peter D. Mitchell[1].
- Medicina - Werner Arber[20], Daniel Nathans[20], Hamilton O. Smith[20].
- Economia - Herbert A. Simon[21].